# Luxoflux
Luxoflux fue una desarrolladora de videojuegos estadounidense. Fue fundada por Peter Morawiec y Adrian Stephens en enero de 1997, y estuvo localizada en Santa Mónica, California. Luxoflux tuvo un equipo relativamente pequeño para sus primeros y escasos títulos. Los dos fundadores más Jeremy Engelman, David Goodrich y Edvard Toth crearon el primer título de Luxoflux Vigilante 8. La compañía fue adquirida por Activision (junto con los juegos publicados) en octubre del 2002.
Los fundadores originales de Luxoflux fundaron más tarde Isopod Labs, y poco después anunciaron Vigilante 8 Arcade siendo lanzado en XBLA el verano del 2008.
Activision cerró el estudio el 11 de febrero de 2010.

## Juegos
- Vigilante 8
- Vigilante 8: Second Offense
- Star Wars: Demolition
- Pitfall 3D: Beyond the Jungle
- True Crime: Streets of LA
- Shrek 2
- True Crime: New York City
- Kung Fu Panda
- Transformers: Revenge of the Fallen